# ウォタルー街
『ウォタルー街』（ウォタルーがい、Waterloo Road）1945年のイギリスの映画で、南ロンドンのウォータールー地区を舞台に、ジョン・ミルズ、スチュワート・グレンジャー、アラステア・シムが主演し、シドニー・ギリアットが監督を務めた。英国映画協会 (BFI) のデータベースによると、この作品は、『Millions Like Us』（1943年）、『Two Thousand Women』（1944年）に続く、ギリアットの「非公式3部作 (unofficial trilogy)」の最後の作品とされている。

## あらすじ
兵士ジム・コルター（ミルズ）は敵前逃亡を冒して南ロンドンに戻り、徴兵逃れをしたテッド・パーヴィス（グレンジャー）に言い寄られる妻を救おうとする。

## キャスト
| 役名               | 俳優                       | 日本語吹替 | 日本語吹替 |
| 役名               | 俳優                       | テレビ版1  | テレビ版2  |
| ------------------ | -------------------------- | ---------- | ---------- |
| ジム・コルター     | ジョン・ミルズ             | 内田稔     |            |
| テッド・パーヴィス | スチュワート・グレンジャー | 露口茂     | 市川治     |
| モンドメリー博士   | アラステア・シム           | 宮口精二   |            |
| ティリー・コルター | ジョイ・シェルダン         | 来宮良子   |            |
| ルビー             | アリソン・レガット         |            |            |
| コルター夫人       | ベアトリス・ヴァーレー     |            |            |
| トム・メイソン     | ジョージ・カーニー         |            |            |
| マイク・ダガン     | レスリー・ブラッドレー     |            |            |
| トニ               | ジーン・ケント             |            |            |
| ルイス伍長         | ベン・ウィリアムズ         |            |            |
| メイ               | アンナ・コンスタム         |            |            |
| ヴェラ・コルター   | ヴェラ・フランシス         |            |            |

- テレビ版1：放送日1965年06月20日 NHK『劇映画』[4]
- テレビ版2：放送日1968年3月30日 KTV 24:15 -

## 制作
この映画は、当初は『Blue for Waterloo』という題名が予定されていた。
スチュワート・グレンジャーは、この作品の役柄が、「悪役だが、リアルなキャラクターだった (was a heel, but a real character)」として、気に入っていたことを後に語っている。グレンジャーによれば、この映画はわずか10日間で制作され、その間に彼は『愛の物語』(Love Story) の撮影も掛け持ちしていたという。彼は、ジョン・ミルズとの喧嘩の場面を特に自慢していた。
シドニー・ギリアットは、この作品の完成前に、フィルムを取り上げられたと語っている。まだ屋外での撮影が残っていた段階で、制作は中止された。プロデューサーだったブラックは去り、オストラー家 (the Ostrers) が録音スケジュールの最後になってフィルムを抑えた。しかし、オデオン系列の映画館を運営していたアール・セント・ジョンがこの映画を気に入り、その意向を受けて録音を終えることができた。
ギリアットによれば、アラステア・シムの役柄に、コメンテーターの役回りを振ったのは、オリジナルのヴァル・ヴァレンタインの脚本に基づいてはいるが、自分のアイデアだったという。しかし、ギリアット自身も、これは「少々ゴタゴタしてしまった (proved a bit of a mess)」と認めている。

## 反響
『Kinematograph Weekly』誌によれば、この作品は1945年のイギリスで好調な興行成績を収めたという。